# Ислами, Дрита
Дрита Ислами (макед. Дрита Ислами; род. 1 августа 1996, Сарай (община), Скопский регион) — северомакедонская легкоатлетка, специалистка по бегу на короткие дистанции и барьерному бегу. Выступает за сборную Республики Македония по лёгкой атлетике с 2014 года, многократная победительница и призёрка первенств национального значения, действующая рекордсменка страны в беге на 400 метров с барьерами, участница ряда крупных международных турниров, в том числе летних Олимпийских игр в Рио-де-Жанейро.

## Биография
Дрита Ислами родилась 1 августа 1996 года в общине Сарай, ныне Северная Македония.
Впервые заявила о себе в лёгкой атлетике на международном уровне в сезоне 2014 года, когда вошла в состав национальной сборной Республики Македония и выступила в беге на 200 метров на юниорском мировом первенстве в Орегоне.
В 2015 году приняла участие в третьей лиге командного чемпионата Европы, прошедшей в рамках Европейских игр в Баку: была тринадцатой на дистанции 200 метров, седьмой в беге на 400 метров с барьерами и девятой в эстафете 4 × 400 метров.
В 2016 году бежала 400 метров с барьерами на чемпионате Европы в Амстердаме. Выполнив олимпийский квалификационный норматив, благополучно прошла отбор на летние Олимпийские игры в Рио-де-Жанейро — на предварительном квалификационном этапе барьерного бега на 400 метров показала результат 1:01,18	и в финал не вышла.
После Олимпиады в Рио Ислами осталась в составе легкоатлетической команды Республики Македонии и продолжила принимать участие в крупнейших международных турнирах. Так, в 2017 году в беге на 400 метров с барьерами она одержала победу в третьей лиге на командном чемпионате Европы в Марсе, стартовала на молодёжном европейском первенстве в Быдгоще и на чемпионате мира в Лондоне, бежала 200 метров на Всемирной Универсиаде в Тайбэе.
В 2018 году в барьерном беге на 400 метров участвовала в Средиземноморских играх в Таррагоне и в чемпионате Европы в Берлине.
В июле 2019 года на Универсиаде в Неаполе установила ныне действующий национальный рекорд Северной Македонии в беге на 400 метров с барьерами — 59,20. Помимо этого, победила в третьей лиге командного чемпионата Европы в Скопье.